# 일광읍
일광읍(日光邑)은 대한민국 부산광역시 기장군의 읍이다. 서쪽은 철마면, 북쪽은 정관읍·장안읍, 남쪽은 기장읍에 접하고 동쪽은 동해가 있다. 서부는 해발 100m 이하의 구릉지이며, 중앙부를 지나 동해로 흘러드는 일광천의 하구에는 일광해수욕장이 있다. 삼성리에는 삼성대, 포은 정선생 유촉비, 일광면 공덕비군 등이 있으며, 칠암리에는 독립투사 박영준 기념비가 있다. 신평리에는 신평리 공룡발자국 화석산지가 있다.

## 역사
- 757년(경덕왕 16년): 남북국 시대와 고려 시대에 기장현으로 불렸던 기록이 있다.
- 1413년(조선 태종 13년): 지방제도 개편으로 현감(縣監)이 관할하였다.
- 1599년(선조 3년): 기장현은 임진왜란이 끝나고 군현통합 정책으로 동래와 울산에 분할 편입되면서 폐지되었다가 1617년(광해군 9년)에 회복되었고, 1895년(고종 32년) 갑오개혁 때 기장군으로 개칭되었다.
- 1914년 4월 1일: 기장군이 동래군에 편입되고 동면과 중북면의 일부를 합쳐 일광면이 설치되었다. 관할에 동백리, 문동리, 문중리, 삼성리, 신평리, 용천리, 원리, 이천리, 청광리, 칠암리, 학리, 화전리, 황계리 등 13개 리(里)를 두었다.
- 1973년 7월 1일: 동래군(현 기장군 지역)이 양산군에 합쳐져 양산군 일광면이 되었다.
- 1995년 3월 1일: 기장군이 복원되어 기장군 일광면이 되었고, 부산광역시에 편입되었다.
- 2022년 4월 1일: 일광면이 일광읍으로 승격하였다.[1]

### 지명 유래
일광(日光)이라는 이름은 1914년 부군면통폐합 때 읍의 서쪽에 위치한 일광산에서 따서 붙여진 이름으로, 일광산(日光山)은 《기장현 읍지(機張縣邑誌)》(1885년)에 '아침 햇살을 가장 먼저 받는 곳'이라 하여 붙은 이름으로 기록되어 있다.

## 행정 구역
| 법정리 | 한자명 | 행정리                     | 비고 |
| ------ | ------ | -------------------------- | ---- |
| 동백리 | 冬柏里 | 동백                       |      |
| 문동리 | 文東里 | 문동                       |      |
| 문중리 | 文中里 | 문중                       |      |
| 삼성리 | 三聖里 | 삼성1, 삼성2, 후동         |      |
| 신평리 | 新坪里 | 신평                       |      |
| 용천리 | 龍川里 | 산수곡, 회룡, 대리, 상곡   |      |
| 원리   | 院里   | 원당, 하리, 광산, 상리     |      |
| 이천리 | 理川里 | 이천동, 이천서, 이동, 삼덕 |      |
| 청광리 | 靑光里 | 청광                       |      |
| 칠암리 | 七岩里 | 칠암                       |      |
| 학리   | 鶴里   | 학리                       |      |
| 화전리 | 花田里 | 화전, 당곡                 |      |
| 횡계리 | 橫界里 | 횡계                       |      |

## 교통
- 일반 철도 : 동해선
- 도시 철도 : ● 동해선 광역전철
- 국도 : 국도 제14호선, 국도 제31호선

## 교육
- 일광초등학교 (화전리 → 삼성리)
  - 학리분교 (폐교) - 일역길 54-4 (삼성리)
- 해빛초등학교 (삼성리)
- 일광중학교 (삼성리)

## 아파트
| 단지명                         | 건설사                            | 시행사           | 주소                         | 입주        | 비고     |
| ------------------------------ | --------------------------------- | ---------------- | ---------------------------- | ----------- | -------- |
| 일광 비스타동원 1차            | 동원개발                          | ㈜동진건설산업   | 일광읍 해빛2로 24 (삼성리)   | 2020년 3월  |          |
| 일광 비스타동원 2차            | 동원개발                          | ㈜동원개발       | 일광읍 해송1로 33 (이천리)   | 2020년 12월 |          |
| 일광 이지더원 오션포레         | 이지건설㈜                        | ㈜라인건설산업   | 일광읍 해빛4로 1 (삼성리)    | 2020년 4월  |          |
| 일광 이지더원 포레온           | 라인건설㈜ 동양건설산업㈜         | 동양이노텍㈜     | 일광읍 해빛5로 26 (삼성리)   | 2022년 5월  | 민간임대 |
| 일광 이지더원 메르센포레       | 라인건설㈜ 라인산업㈜             | ㈜이지아산산업   | 일광읍 해빛3로 43 (삼성리)   | 2022년 5월  | 민간임대 |
| 일광 대성베르힐                | 디에스종합건설㈜ ㈜대성베르힐건설 | 디에스종합건설㈜ | 일광읍 해빛5로 14 (삼성리)   | 2020년 10월 |          |
| 일광 한신더휴 센트럴포레 1단지 | 한신공영                          | 한신공영         | 일광읍 해빛1로 62 (삼성리)   | 2022년 6월  |          |
| 일광 한신더휴 센트럴포레 2단지 | 한신공영                          | 한신공영         | 일광읍 해빛3로 62 (삼성리)   | 2022년 6월  |          |
| 일광 자이푸르지오 1단지        | 삼미건설㈜ ㈜지에스건설 대우건설  | 부산도시공사     | 일광읍 해빛로 39-15 (삼성리) | 2020년 2월  |          |
| 일광 자이푸르지오 2단지        | 삼미건설㈜ ㈜지에스건설 대우건설  | 부산도시공사     | 일광읍 해빛로 29 (삼성리)    | 2020년 2월  |          |
| 일광 e편한세상                 | 대림산업 ㈜신화종합건설           | 부산도시공사     | 일광읍 해빛2로 21 (삼성리)   | 2020년 2월  |          |
| 일광 금호센트럴베이 행복주택   | 금호건설                          | 부산도시공사     | 일광읍 해빛1로 61 (삼성리)   | 2023년 3월  | 공공임대 |